# Lappa
Lappa là một chi thực vật có hoa trong họ Cúc (Asteraceae).

## Loài
Chi Lappa gồm các loài: